# 51 Pegasi
51 Pegasi, também chamada de Helvetios, é uma estrela do tipo do Sol na constelação de Pégaso 14,7 parsecs (47,9 anos-luz) da Terra. Em 1995 o primeiro planeta fora do sistema solar ao redor de uma estrela da sequência principal foi descoberto em sua órbita.
A descoberta do exoplaneta, chamado de 51 Pegasi B, foi anunciada a 6 de Outubro de 1995 por Michael Mayor e Didier Queloz na revista Nature, volume 378, página 355. Para a descoberta foi usado o método de velocidade radial no Observatório de Genebra.
A estrela é vísivel da Terra com binóculos, ou a olho-nu por quem tem boa visão em condições de céu muito escuro. 51 pegasi é uma estrela anã amarela com 7,5 biliões de anos de idade estimados, um pouco mais velha que o nosso Sol, 4% mais massiva, com mais conteúdo metálico e com o hidrogénio a esgotar-se.